# Cmentarz żydowski w Zgierzu

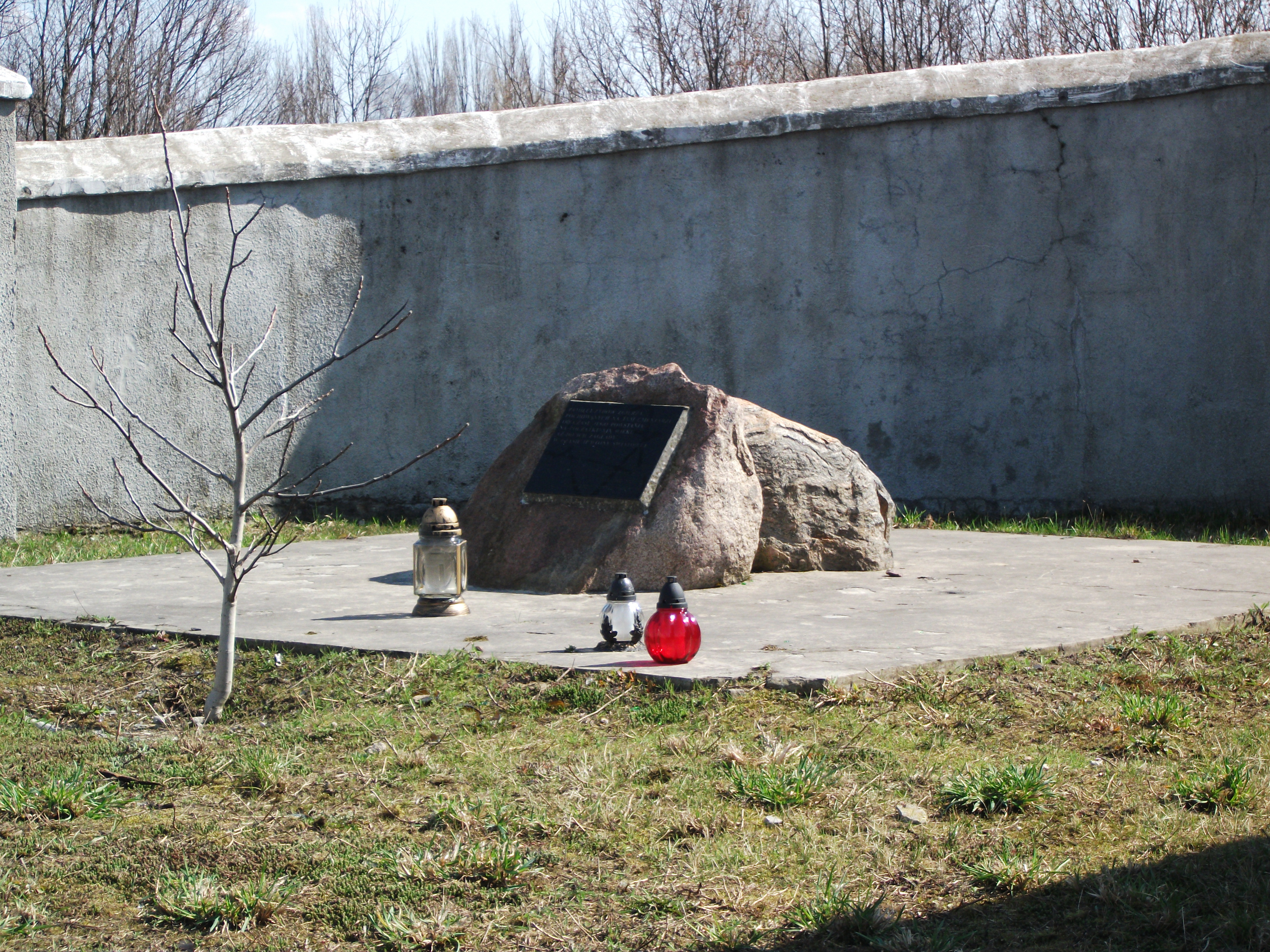
Kamień pamiątkowy upamiętniający pochowanych na cmentarzu

Cmentarz żydowski w Zgierzu – kirkut znajdujący się w Zgierzu przy obecnej ulicy Henryka Barona.
Cmentarz został założony w 1826 roku, rozbudowany w 1885, miał powierzchnię 1,5 hektara. W latach 1940–1941 zdewastowany przez Niemców: macewy zostały wykorzystane jako materiał do utwardzania dróg, drzewa powyrywane z korzeniami, a cały teren został zaorany. Po wojnie teren nadal był dewastowany. Nie zachowały się na nim żadne nagrobki.
W 1992 roku, staraniem grupy byłych mieszkańców Zgierza wyznania mojżeszowego, obecnie zamieszkałych w Kanadzie, cmentarz został uporządkowany i ogrodzony. W obrębie ogrodzonego terenu umieszczono tablicę w językach: polskim i hebrajskim poświęconą Pamięci Żydów Zgierza pochowanych na tym cmentarzu od czasu jego powstania na początku XIX wieku aż do ich zagłady w czasie II wojny światowej.